# Oliver Masucci
Oliver Masucci, né le 6 décembre 1968 à Stuttgart (Bade-Wurtemberg), est un acteur allemand.

## Biographie
Oliver Masucci est né le 6 décembre 1968 à Stuttgart, d'un père italien et d'une mère allemande.

### Carrière
Le réalisateur David Wnendt l’engage, en 2014, pour interpréter Adolf Hitler dans son film Il est de retour (Er ist wieder da), adapté du roman éponyme : pour le besoin de son rôle, Oliver Masucci grossit de vingt-six kilos.
En octobre 2016, il rejoint, dans Berlin, l’équipe du tournage de Dark, série télévisée fantastique surnaturelle, dans laquelle il joue le personnage d’Ulrich Nielsen. La série est diffusée sur Netflix et s'achève en 2020.
En 2019, il retrouve Louis Hoffman dans le film Lysis de Rick Ostermann et il joue également dans Quand Hitler s'empara du lapin rose de Caroline Link. L'année suivante, il incarne Rainer Werner Fassbinder dans le biopic consacré à ce dernier : Enfant terrible, où il retrouve Oskar Roehler
En 2021, il est à l'affiche des séries Tribes of Europa  et The Girlfriend Experience.

## Filmographie

### Cinéma

#### Longs métrages
- 1992 : Andy de Ralph Bohn : Andy
- 1996 : Der Neue de Jobst Oetzmann : Bernd
- 2002 : Madrid de Daphne Charizani : Karl
- 2015 : Il est de retour (Er ist wieder da) de David Wnendt : Adolf Hitler
- 2016 : Winnetou eine Old Shatterhand (Winnetou eine neue welt) de Philipp Stölzl : Ugly Joe
- 2018 : L'Oeuvre sans auteur (Werk ohne Autor) de Florian Henckel von Donnersmarck : Pr Antonius van Verten
- 2018 : Spielmacher de Timon Modersohn : Dejans
- 2018 : Le Temps des Seigneurs (Herrliche Zeiten) d'Oskar Roehler : Claus Müller-Todt
- 2019 : Quand Hitler s'empara du lapin rose (Als Hitler das rosa Kaninchen stahl) de Caroline Link : Arthur Kemper
- 2019 : Lysis de Rick Ostermann : Le père
- 2020 : Enfant terrible d'Oskar Roehler : Rainer Werner Fassbinder
- 2022 : Les Animaux fantastiques : Les Secrets de Dumbledore : Anton Vogel[4]
- 2022 : Day Shift de J. J. Perry
- 2023 : Shelter Me de Jake Weber et Tony Herbert : Jon Boylan
- 2023 : The Palace de Roman Polanski : Hansueli Kopf

#### Court métrage
- 2002 : Die rote Jacke de Florian Baxmeyer : Bayerischer Soldat

### Télévision

#### Séries télévisées
- 1994 : Die Wache : Edgar Svensen
- 1995 : Stadtklinik : Michael Reuther
- 1995 : Die Wache : Josef Kiel
- 1997 : Einsatz Hamburg Süd : Rolf
- 1998 : L'As des privés (it) : Axel Seewald
- 1999 : Schwarz greift ein : Ricky Ohlsen
- 2001 : Thomas Mann et les siens (Die Manns – Ein Jahrhundertroman) : Lohengrin
- 2005 : STF (SK Kölsch) : Johann Hinkel
- 2005 : SOKO Köln : Daniel Rosi
- 2010 : Alerte Cobra (Alarm für Cobra 11 - Die Autobahnpolizei) : Fabio Brega
- 2016 : Tatort : Luan Berisha
- 2016 : Polizeiruf 110 : Matthias Dell
- 2017 : 4 Blocks : Hagen Kutscha
- 2017 - 2020 : Dark : Ulrich Nielsen
- 2018 : Dengler
- 2019 : Preis der Freiheit : Ilja Schneider
- 2021 : Tribes of Europa : Moses
- 2021 : The Girlfriend Experience : Georges Verhoeven
- 2023 : Abysses : Alban

#### Téléfilms
- 2004 : Le Sang des Templiers (Das Blut der Templer) de Florian Baxmeyer : Ares de Saintclair
- 2006 : Alerte au crocodile ! (Zwei zum Fressen gern) de Simon X. Rost : Killiak
- 2009 : La Colère du volcan (Vulkan) d’Uwe Janson : Gernot
- 2011 : Was ihr wollt de Matthias Hartmann et Hannes Rossacher : Antonio
- 2015 : Berlin Eins de Marvin Kren : Viktor Parkov
- 2016 : Le Quatrième Pouvoir (Die vierte Gewalt) de Brigitte Bertele : Tobias Weishaupt
- 2016 : Tödliche Geheimnisse de Sherry Hormann : Paul Holthaus
- 2017 : Tödliche Geheimnisse – Jagd in Kapstadt de Sherry Hormann : Paul Holthaus
- 2019 : Play de Phillip Koch : Frank Reitwein
- 2019 : Der Auftrag de Florian Baxmeyer : Mario Lobeck
- 2019 : 1945 - Un village se rebelle (Ein Dorf wehrt sich : Das Geheimnis von Altaussee) de Gabriela Zerhau : Dr. Ernst Kaltenbrunner

## Distinctions

### Récompenses
- Bambi Awards 2016 : Meilleur film Il est de retour (avec qui le partagent le réalisateur David Wnendt et l’acteur Fabian Busch (en))
- Deutsche Filmpreise 2021 : meilleur acteur pour Enfant terrible

### Nomination
- Deutsche Filmpreise 2016 : Meilleur acteur pour Il est de retour